# کوین بارنز (بازیکن فوتبال)
کوین بارنز (انگلیسی: Kevin Barnes؛ زادهٔ ۱۲ سپتامبر ۱۹۷۵) بازیکن فوتبال اهل بریتانیا است.
از باشگاه‌هایی که در آن بازی کرده‌است می‌توان به باشگاه فوتبال فلیتوود، باشگاه فوتبال کندال تاون، باشگاه فوتبال لانکستر، و باشگاه فوتبال بلکپول اشاره کرد.